# Ölberggruppe

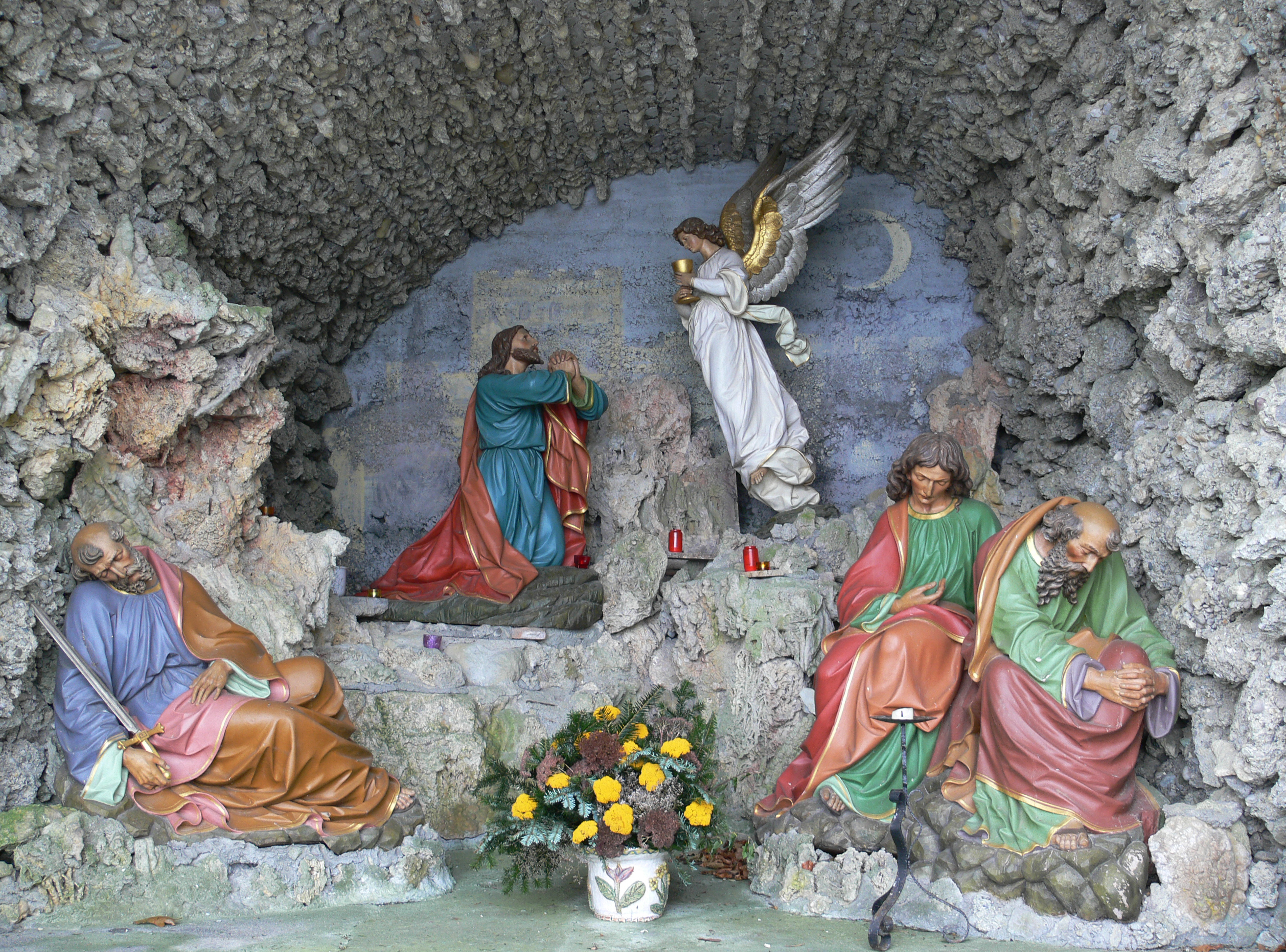
Ölberggruppe von Moriz Schlachter, 1898 (Wolketsweiler)

Eine Ölberggruppe stellt figürlich die biblische Szene dar, wie Jesus zusammen mit seinen Jüngern in der Nacht vor seiner Kreuzigung im Garten Gethsemane betet.

## Zur Bibelgeschichte
Die Ölbergszene ist mehrfach genannt (Mt 26,36–56 ; Mk 14,32–52  und Lk 22,39–53 ). Die Gruppe besteht in der Regel aus einer Jesusfigur und Figuren der schlafenden Jünger Petrus, Johannes und Jakobus sowie des Engels, der Jesus in seiner Angst stärkt (Lukas 22, 43) und zugleich den Kelch hält, der der bildliche Gegenstand seines Gebets ist (die Clausula des Rosenkranzgeheimnisses dazu ist „Jesus, der für uns Blut geschwitzt hat“).

## Geschichte der Darstellung

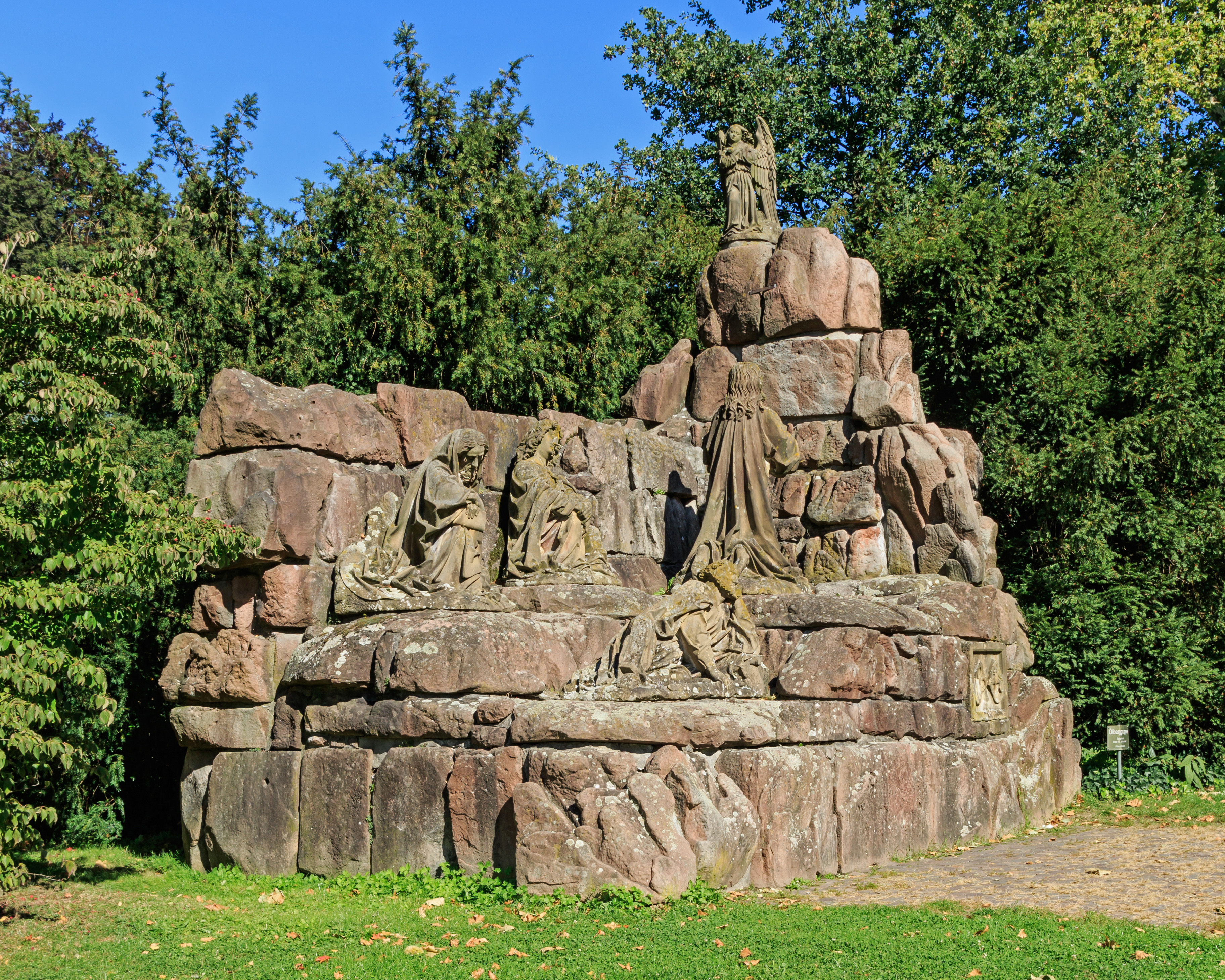
Spätgotisch (Baden-Baden)

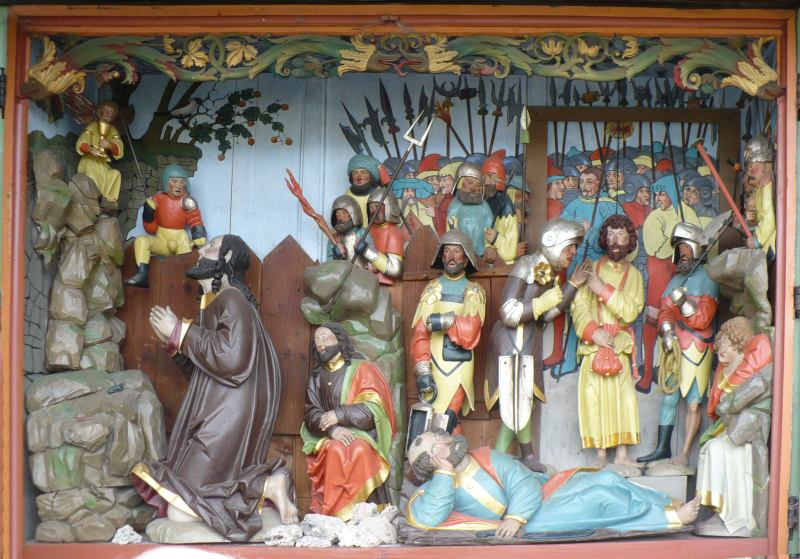
Um 1512 (Murrhardt)

Ölberggruppen entstanden als Andachtsstätten im christlichen Raum, nachdem die Kreuzzugsideen aufgegeben und der Zugang zu den Originalstätten seit der islamischen Eroberung von Konstantinopel (1453) erschwert worden waren. Um 1500 besaß fast jede katholische Pfarrkirche in Mitteleuropa eine Ölberggruppe als Relief oder vollplastische Darstellung. Die Gruppe wurde an der Süd- oder Friedhofseite (Mahnung und Trost) aufgebaut. An den Außenwänden evangelischer Kirchen blieben sie auch in nachreformatorischer Zeit erhalten, da sie nicht zu den von den Reformatoren so genannten „Götzen“ gezählt wurden. Nach 1750 lösten im katholischen Raum Kreuzwegdarstellungen zunehmend Ölberggruppen ab. In den 1950er Jahren entfernte man viele dieser volkstümlichen Kunstwerke. Neuerdings lebt die Tradition der Ölberggruppe wieder auf.

## Bekannte Ölberggruppen
- Ölberggruppe von Hans von Leipzig, evangelische Stadtkirche St. Peter und Pauls Kirche in Delitzsch (1408) (restauriert 1985/89)
- Ölberggruppe der St.-Jakobs-Kirche in Rothenburg ob der Tauber (1450/60 bzw. 1506/07)
- Ölberggruppe von Tilman Riemenschneider, katholische Pfarrkirche St. Laurentius in Würzburg-Heidingsfeld (um 1505–1510)
- Ölberggruppe von 1512 an der Außenseite der Walterichskirche in Murrhardt
- Ölberggruppe von Moriz Schlachter im schwäbischen Wolketsweiler (1898)
- Ölberg-Landschaftsgarten in Görlitz